# Агирре, Франсиско (парагвайский футболист)
Франси́ско Аги́рре (исп. Francisco Aguirre; 30 ноября 1908, Парагвай — неизвестно) — парагвайский футболист, полузащитник сборной Парагвая. Участник чемпионата мира 1930 года.

## Карьера

### Клубная
В 1930 году выступал в составе «Олимпии» из Асунсьона.

### В сборной
В составе национальной сборной Парагвая участвовал в чемпионате мира 1930 года, на котором сыграл 1 матч — 17 июля против сборной США.
Был участником ЧЮА 1929 и ЧЮА 1937 в составе сборной Парагвая.
| Матчи и голы Франсиско Агирре за сборную Парагвая | Матчи и голы Франсиско Агирре за сборную Парагвая | Матчи и голы Франсиско Агирре за сборную Парагвая | Матчи и голы Франсиско Агирре за сборную Парагвая | Матчи и голы Франсиско Агирре за сборную Парагвая | Матчи и голы Франсиско Агирре за сборную Парагвая | Матчи и голы Франсиско Агирре за сборную Парагвая |
| №                                                 | Дата                                              | Место проведения                                  | Соперник                                          | Счёт                                              | Голы                                              | Соревнование                                      |
| ------------------------------------------------- | ------------------------------------------------- | ------------------------------------------------- | ------------------------------------------------- | ------------------------------------------------- | ------------------------------------------------- | ------------------------------------------------- |
| 1                                                 | 10 ноября 1929                                    | Буэнос-Айрес, Аргентина                           | Аргентина                                         | 1:4                                               | -                                                 | Чемпионат Южной Америки 1929                      |
| 2                                                 | 16 ноября 1929                                    | Буэнос-Айрес, Аргентина                           | Перу                                              | 5:0                                               | -                                                 | Чемпионат Южной Америки 1929                      |
| 3                                                 | 17 июля 1930                                      | Монтевидео, Уругвай                               | США                                               | 0:3                                               | -                                                 | Чемпионат мира 1930                               |
| 4                                                 | 13 января 1937                                    | Буэнос-Айрес, Аргентина                           | Бразилия                                          | 0:5                                               | -                                                 | Чемпионат Южной Америки 1937                      |

Итого: 4 матча / 0 голов; 1 победа, 0 ничьих, 3 поражения.